# Benedikte Kiær

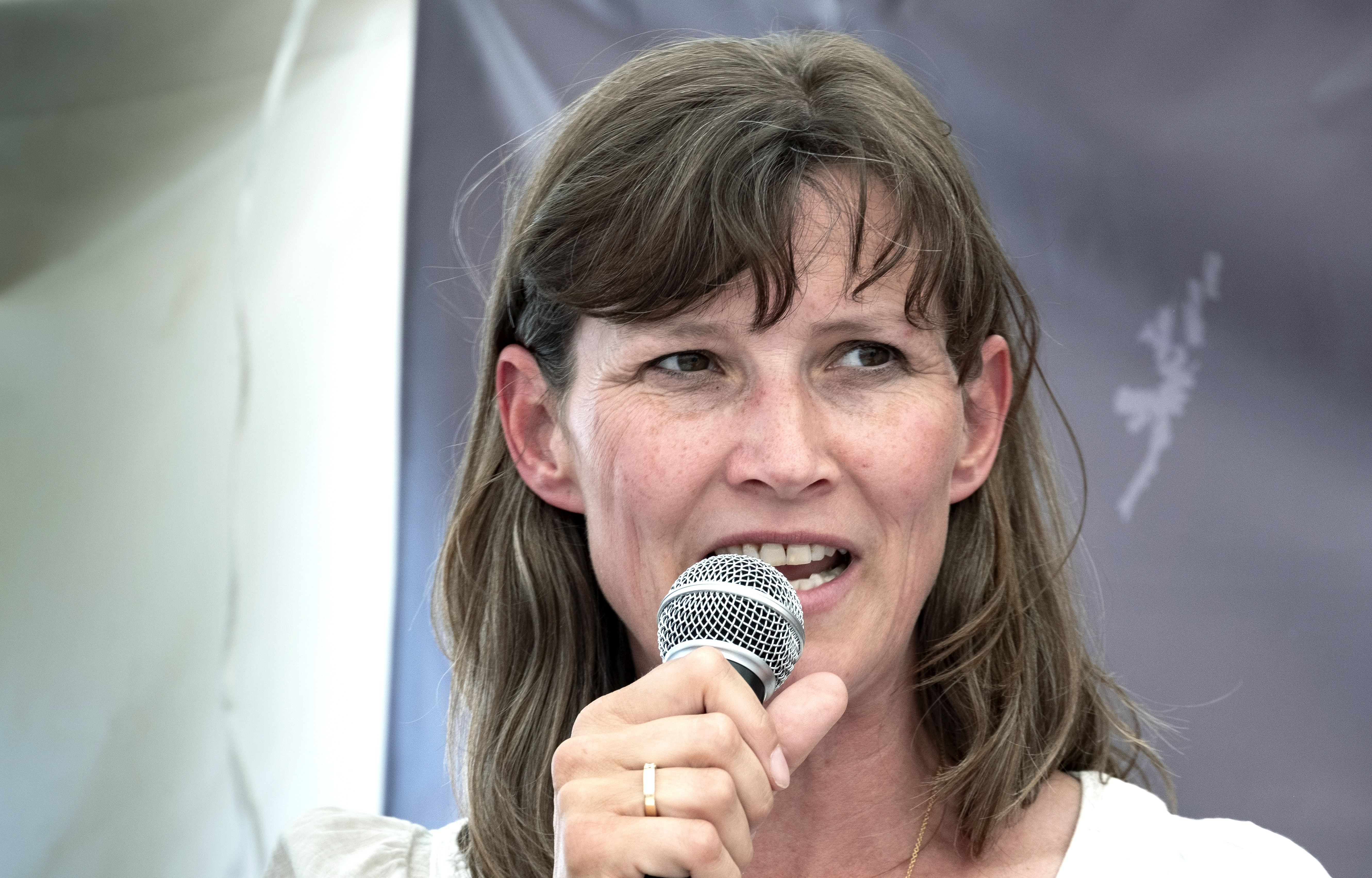
Benedikte Kiær, 2019

Benedikte Kiær (* 10. Dezember 1969 in Gentofte) ist eine dänische Politikerin der Partei Det Konservative Folkeparti (KF). Von Februar 2010 bis Oktober 2011 war sie die Sozialministerin ihres Landes. Seit Januar 2014 ist sie die Bürgermeisterin von Helsingør.

## Leben
Kiær trat zu Beginn der 1990er-Jahre in die KF ein. Im Jahr 1995 erlangte sie den Bachelorabschluss in Chemie an der Universität Kopenhagen. Zwischen 1995 und 2001 studierte sie dort Staatswissenschaften. In der Zeit von 1999 bis 2000 war sie als studentische Hilfskraft im dänischen Finanzministerium tätig. Anschließend arbeitete sie bis 2009 als Kommunikationsberaterin in verschiedenen Positionen. Ab 2007 war sie Mitglied im Parteivorstand der KF. 2009 übernahm sie dort den Posten als zweite stellvertretende Parteivorsitzende.
Kiær wurde nach einer Regierungsumbildung am 23. Februar 2010 zur Sozialministerin in der Regierung Lars Løkke Rasmussen I ernannt. Sie übte das Amt bis zum Ende der Regierung am 3. Oktober 2011 aus. Von September 2011 bis Ende Dezember 2013 saß sie im dänischen Parlament, dem Folketing. Dort wurde Kiær die politische Sprecherin ihrer Fraktion. Im Juni 2012 wurde bekannt, dass Kiær Bürgermeisterkandidatin bei der Kommunalwahl 2013 in Helsingør werden würde, weshalb sie ihr Amt als politische Sprecherin aufgab. Am 1. Januar 2014 übernahm sie das Amt als Bürgermeisterin von Helsingør. Im Jahr 2017 wurde sie wiedergewählt.
Sie ist verheiratet und hat zwei Kinder.